# Henri Becquerel
Antoine Henri Becquerel (født 15. december 1852 i Paris, død 25. august 1908 i Le Croisic) var en fransk fysiker, der i 1903 delte Nobelprisen i fysik med Pierre og Marie Curie for sit studie om radioaktivitet.
SI-enheden for måling af radioaktivitet (Becquerel) er opkaldt efter ham.